# Campionati del mondo di corsa in montagna 1987
I Campionati del mondo di corsa in montagna 1987 si sono disputati a Lenzerheide, in Svizzera, il 23 agosto 1987 sotto il nome di "World Trophy". Il titolo maschile è stato vinto da Jay Johnson, quello femminile da Fabiola Rueda. A livello maschile è stato disputato pure un "World Trophy" sulla distanza ridotta "Short".

## Uomini Seniores "Long distance"
Individuale
| Pos.    | Atleta              | Nazione        | Tempo    |
| ------- | ------------------- | -------------- | -------- |
| Oro     | Jay Johnson         | Stati Uniti    | 1h11'43" |
| Argento | Helmut Stuhlpfarrer | Austria        | 1h12'07" |
| Bronzo  | Guido Dold          | Germania Ovest | 1h12'56" |
| 4       | Mohamed Youkmane    | Algeria        | 1h13'19" |
| 5       | Pio Tomaselli       | Italia         | 1h14'23" |
| 6       | Privato Pezzoli     | Italia         | 1h15'28" |
| 7       | Mike Short          | Inghilterra    | 1h15'43" |
| 8       | Pierre Andre        | Francia        | 1h15'49" |
| 9       | Pablo Vigil         | Stati Uniti    | 1h16'16" |
| 10      | Charly Doll         | Germania Ovest | 1h16'24" |

Squadre
| Pos.    | Squadra        | Punti |
| ------- | -------------- | ----- |
| Oro     | Italia         | 24    |
| Argento | Germania Ovest | 31    |
| Bronzo  | Austria        | 36    |

## Uomini Seniores "Short distance"
Individuale
| Pos.    | Atleta           | Nazione        | Tempo  |
| ------- | ---------------- | -------------- | ------ |
| Oro     | Fausto Bonzi     | Italia         | 42'32" |
| Argento | Luigi Bortoluzzi | Italia         | 42'46" |
| Bronzo  | Renato Gotti     | Italia         | 43'49" |
| 4       | Wolfgang Münzel  | Germania Ovest | 43'57" |
| 5       | Georges Lischer  | Svizzera       | 44'05" |
| 6       | Ruedi Bucher     | Svizzera       | 44'45" |
| 7       | Franci Teraz     | Jugoslavia     | 44'52" |
| 8       | Malcom Paterson  | Inghilterra    | 45'00" |
| 9       | Florent Michalon | Francia        | 45'18" |
| 10      | P. Alberto Tassi | Italia         | 45'30" |

Squadre
| Pos.    | Squadra        | Punti |
| ------- | -------------- | ----- |
| Oro     | Italia         | 6     |
| Argento | Svizzera       | 24    |
| Bronzo  | Germania Ovest | 40    |

## Uomini Juniores
Individuale
| Pos.    | Atleta          | Nazione        | Tempo  |
| ------- | --------------- | -------------- | ------ |
| Oro     | Fausto Lizzoli  | Italia         | 32'23" |
| Argento | Steven Hawkins  | Inghilterra    | 32'37" |
| Bronzo  | Daniele Milanni | Italia         | 33'19" |
| 4       | Rolf Keller     | Germania Ovest | 33'21" |
| 5       | Martin Schmid   | Svizzera       | 33'22" |
| 6       | Mario Poletti   | Italia         | 33'27" |
| 7       | Ivo Locatelli   | Italia         | 33'45" |
| 8       | Andy Peace      | Inghilterra    | 34'27" |
| 9       | Oliver Findling | Germania Ovest | 34'31" |
| 10      | Geoff Hall      | Inghilterra    | 34'37" |

Squadre
| Pos.    | Squadra        | Punti |
| ------- | -------------- | ----- |
| Oro     | Italia         | 10    |
| Argento | Inghilterra    | 20    |
| Bronzo  | Germania Ovest | 27    |

## Donne Seniores
Individuale
| Pos.    | Atleta           | Nazione        | Tempo  |
| ------- | ---------------- | -------------- | ------ |
| Oro     | Fabiola Rueda    | Colombia       | 35'47" |
| Argento | Christine Fladt  | Germania Ovest | 36'56" |
| Bronzo  | Giuliana Savaris | Italia         | 37'08" |
| 4       | Daniela Salvi    | Svizzera       | 37'14" |
| 5       | Karin Möbes      | Svizzera       | 37'29" |
| 6       | Maria Cocchetti  | Italia         | 37'46" |
| 7       | Lucia Soranzo    | Italia         | 38'02" |
| 8       | Eva Suler        | Svizzera       | 38'21" |
| 9       | Christine Haigh  | Inghilterra    | 38'32" |
| 10      | Anni Oberhofer   | Austria        | 38'43" |

Squadre
| Pos.    | Squadra        | Punti |
| ------- | -------------- | ----- |
| Oro     | Italia         | 16    |
| Argento | Svizzera       | 17    |
| Bronzo  | Germania Ovest | 30    |

## Medagliere
| Posizione | Paese          | Oro | Argento | Bronzo | Totale |
| --------- | -------------- | --- | ------- | ------ | ------ |
| 1         | Italia         | 6   | 1       | 3      | 10     |
| 2         | Colombia       | 1   | 0       | 0      | 1      |
| 2         | Stati Uniti    | 1   | 0       | 0      | 1      |
| 4         | Germania Ovest | 0   | 2       | 4      | 6      |
| 5         | Inghilterra    | 0   | 2       | 0      | 2      |
| 5         | Svizzera       | 0   | 2       | 0      | 2      |
| 7         | Austria        | 0   | 1       | 1      | 2      |